# Dexys Midnight Runners
Dexys Midnight Runners er en pop/soul-gruppe fra Storbritannien.

## Diskografi
- Searching for the young soul rebels (1980)
- Because of you (1981)
- Don't stand me down (1985)
- One Day I'm Going to Soar (2012)
- Let the Record Show: Dexys Do Irish and Country Soul (2016)
- The Feminine Divine (2023)

| Musikgruppe | Spire Denne artikel om en britisk musikgruppe er en spire som bør udbygges. Du er velkommen til at hjælpe Wikipedia ved at udvide den. |